# Temple Sowerby
Temple Sowerby är en by (village) och en civil parish i Cumbria i nordvästra England. Orten har 333 invånare (2001). Temple Sowerby ligger nära vägen A66 omkring 13 km öster om Penrith i Eden Valley.